# Gare d'Arzviller
La gare d'Arzviller est une gare ferroviaire française de la ligne de Noisy-le-Sec à Strasbourg-Ville, située le long de la RD98 à hauteur de la borne kilométrique no 6, au lieu-dit Vallée de la Gare, sur le territoire de la commune de Saint-Louis (Moselle), à deux kilomètres environ à l'est du centre de la commune d'Arzviller. 
Elle est fermée à tout trafic.
Cette gare ne doit pas être confondue avec la gare de Hartzviller, à une dizaine de kilomètres de là, située sur l'ancienne ligne de La Forge à Vallérysthal-Troisfontaines.

## Situation ferroviaire
Établie à 248 mètres d'altitude, la gare d'Arzviller est située au point kilométrique (PK) 442,823 de la ligne de Noisy-le-Sec à Strasbourg-Ville (dite ligne de Paris-Est à Strasbourg-Ville) entre les gares ouvertes de Réding et de Lutzelbourg. La gare se trouve à 500 mètres de la sortie du tunnel d'Arzviller.

## Histoire
En 1851, lors de l'inauguration de la section de Strasbourg à Sarrebourg de la ligne de Paris à Strasbourg, Arzviller ne possède aucune gare.
La gare d'Arzviller (à l'époque « Arzweiler ») est construite en 1878 par la Direction générale impériale des chemins de fer d'Alsace-Lorraine (EL).
Le 19 juin 1919, la gare entre dans le réseau de l'Administration des chemins de fer d'Alsace et de Lorraine (AL), à la suite de la victoire française lors de la Première Guerre mondiale. Puis, le 1er janvier 1938, cette administration d'État forme avec les autres grandes compagnies la SNCF, qui devient concessionnaire des installations ferroviaires d'Arzviller. Cependant, après l'annexion allemande de l'Alsace-Lorraine, c'est la Deutsche Reichsbahn qui gère la gare pendant la Seconde Guerre mondiale, du 1er juillet 1940 jusqu'à la Libération (en 1944 – 1945).
En 1962, la gare dispose de plusieurs voies de service et d'un quai militaire.
Au service d'été 1966, la gare d'Arzviller est desservie quotidiennement par un omnibus Sarrebourg - Saverne à 6 h 54, par un omnibus Strasbourg - Sarrebourg à 7 h 22, 11 h 23 et 14 h 47 (les samedis), par un direct Strasbourg - Metz à 7 h 34 (uniquement les dimanches et fêtes), par des omnibus Sarrebourg - Strasbourg à 8 h 05, 11 h 51 et 17 h 43, par des omnibus Saverne - Sarrebourg à 18 h 32 et 19 h 39, par un omnibus Sarrebourg - Saverne à 18 h 52 et par un direct Metz - Strasbourg à 20 h 13.
Au service d'été 1975, la gare d'Arzviller est desservie quotidiennement par un omnibus Sarrebourg - Strasbourg à 6 h 56, par un omnibus Saverne - Sarrebourg à 18 h 27 et par un express Metz - Strasbourg à 20 h 19.
La gare ouverte la plus proche est celle de Lutzelbourg.

## Patrimoine ferroviaire
L'ancien bâtiment voyageurs, de 1878, aujourd'hui désaffecté et les quais.

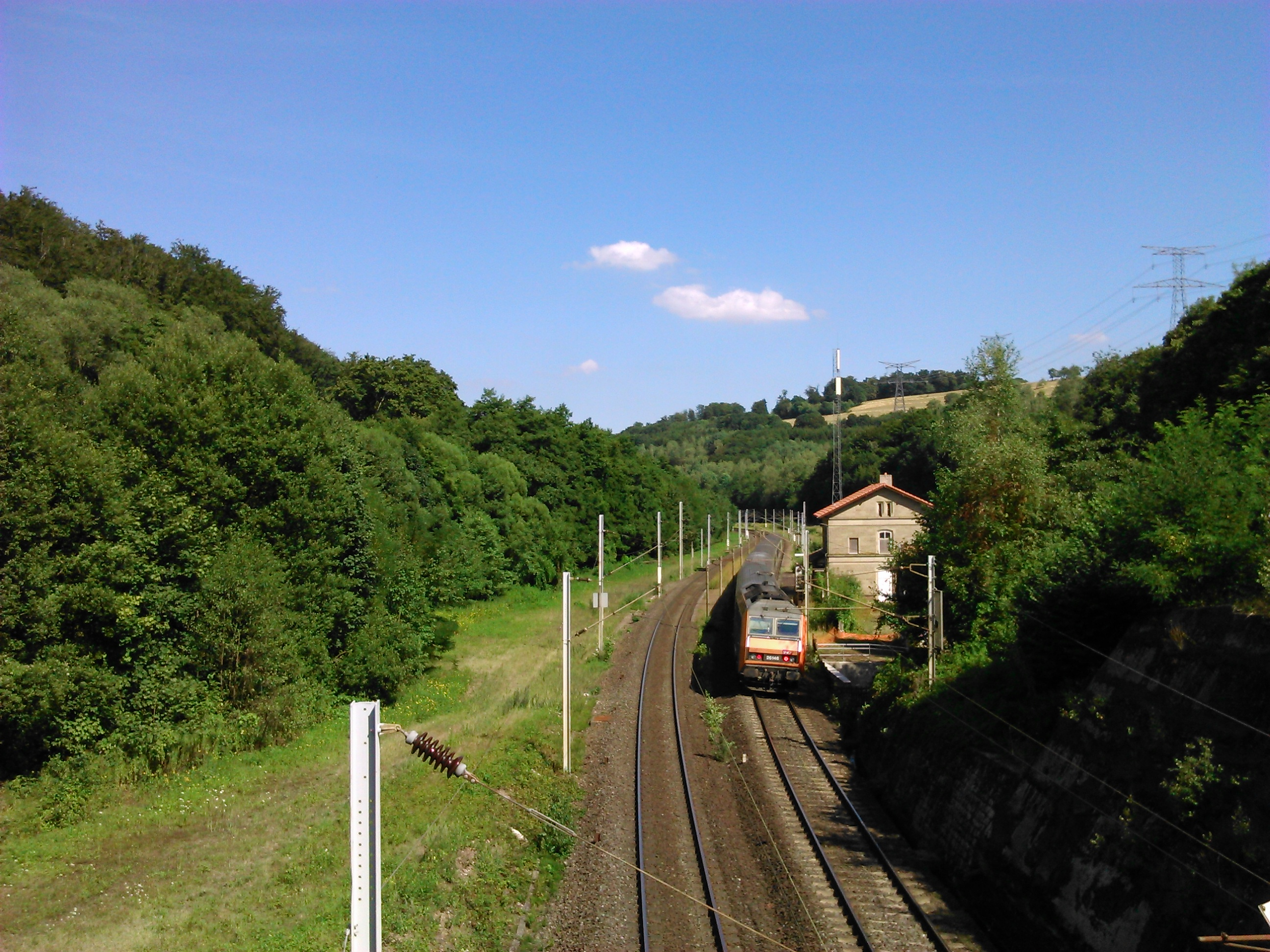
Un TER 200 passe sans s'arrêter devant la gare d'Arzviller.
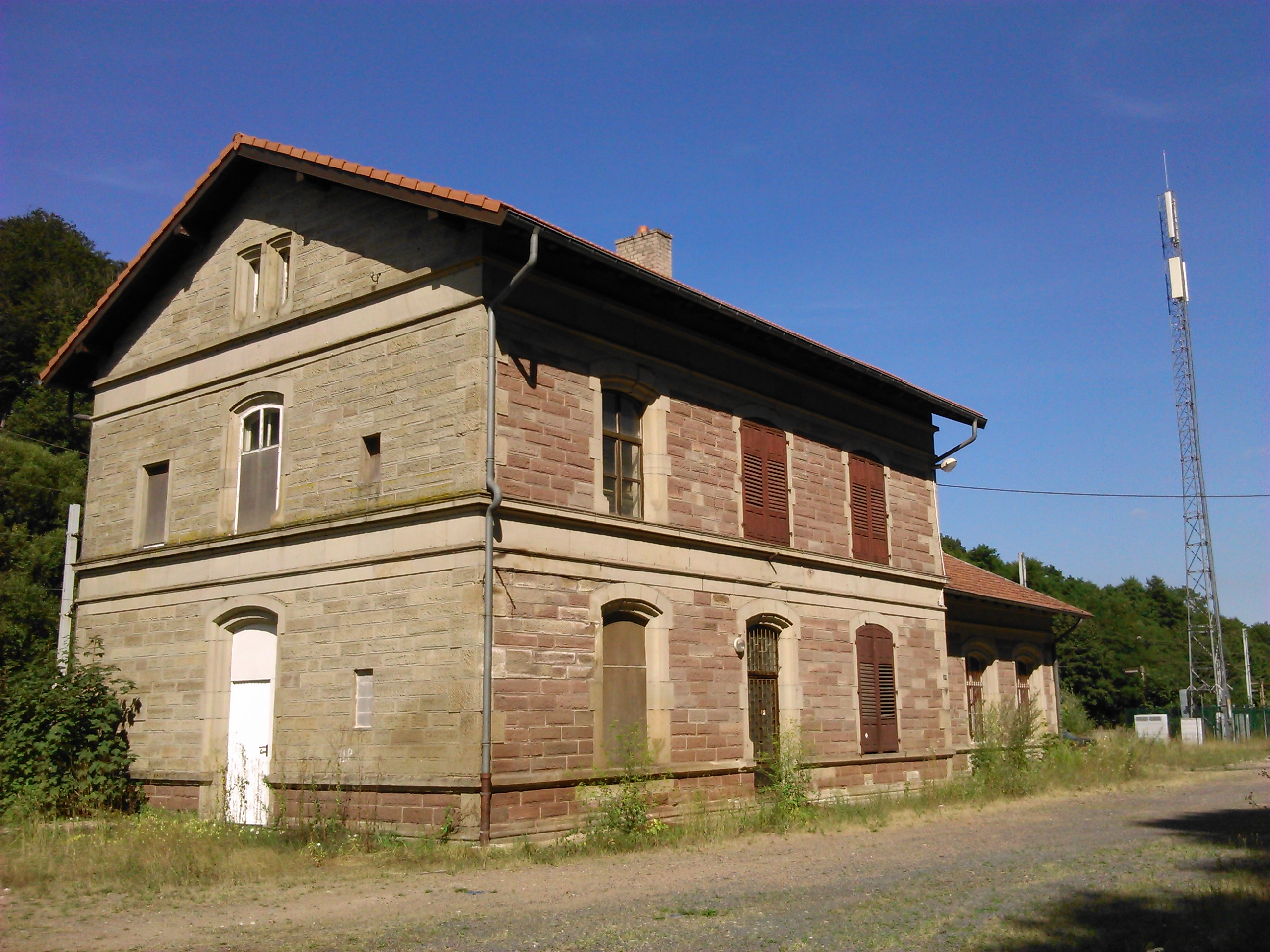
L'ancien bâtiment voyageurs.
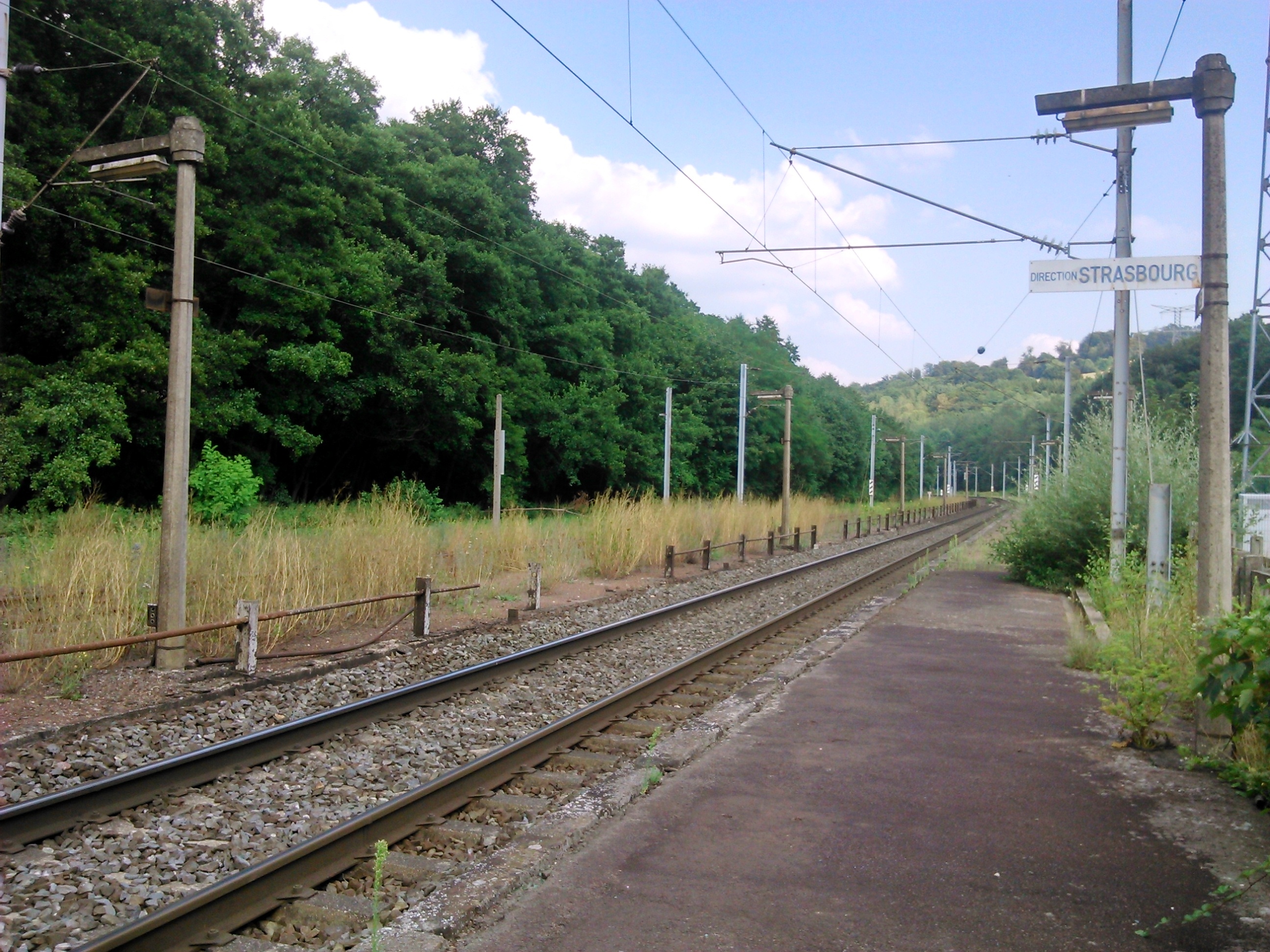
Les quais, direction Strasbourg.
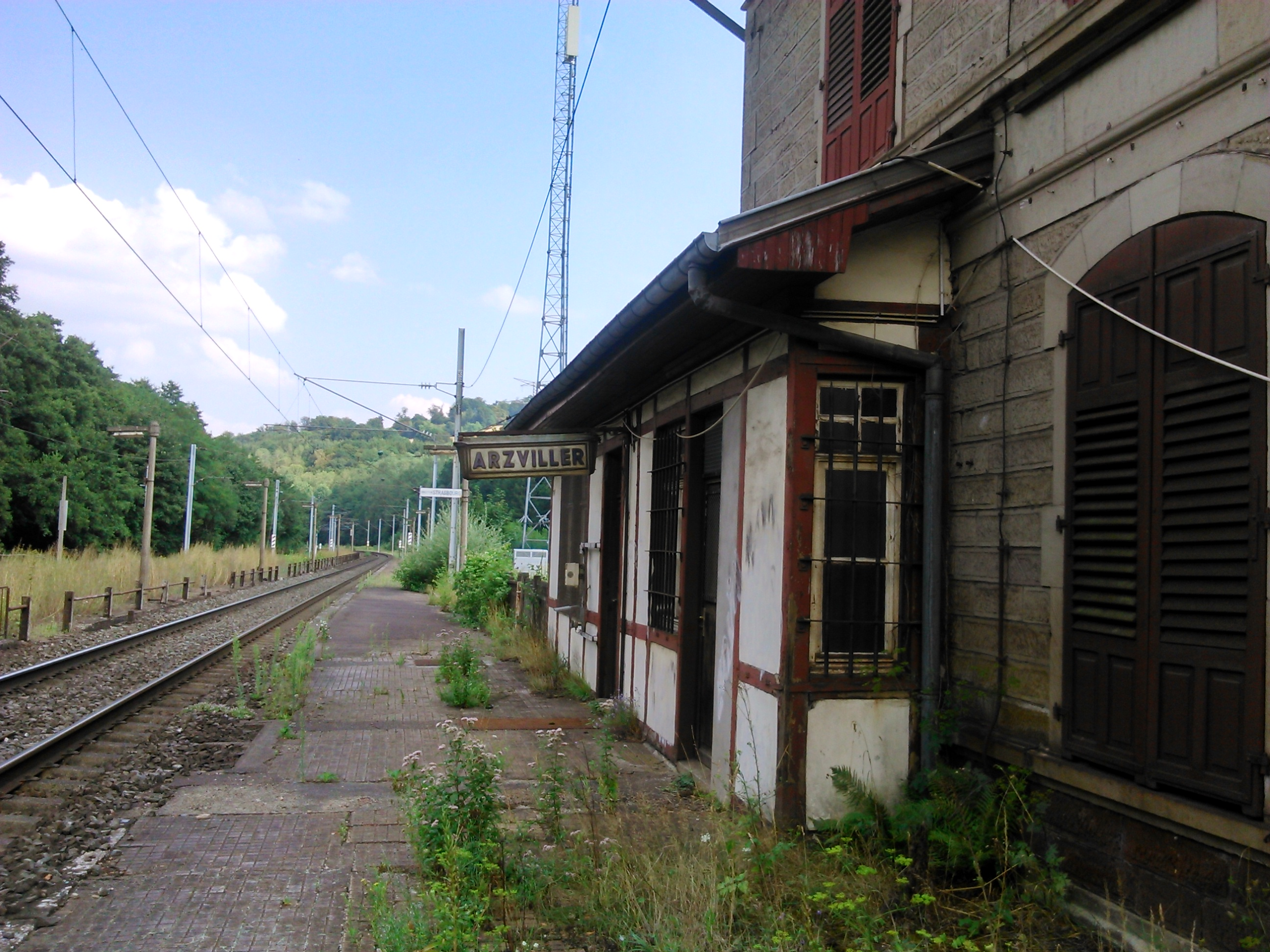
Les quais, direction Strasbourg, et l'ancien bâtiment voyageurs.